# Santi Sette Fondatori
Santi Sette Fondatori är en kyrkobyggnad i Rom, helgad åt Servitordens sju grundare. Kyrkan är belägen vid Piazza Salerno i quartiere Nomentano och tillhör församlingen Santi Sette Fondatori.
Kyrkan förestås av Servitorden.

## Historia
Kyrkan uppfördes åren 1946–1956 efter ritningar av arkitekten Alberto Tonelli. Den invigdes dock redan år 1949.
Interiören utgörs av en tolvhörning. Absiden har en monumental mosaik med motivet Jungfru Maria uppenbarar sig för de heliga sju grundarna, utförd av Ambrogio Fumagalli. 
Kyrkans krypta hyser Tempio del Perpetuo Suffragio. Dess altare har reliefen Korsnedtagandet.